# Isabelle Songhurst
Isabelle Songhurst (Poole, 1999) es una deportista británica que compite en gimnasia en la modalidad de trampolín.
Ganó seis medallas en el Campeonato Mundial de Gimnasia en Trampolín entre los años 2017 y 2023, y dos medallas de oro en el Campeonato Europeo de Gimnasia en Trampolín, en losn años 2022 y 2024.

## Palmarés internacional
| Campeonato Mundial | Campeonato Mundial       | Campeonato Mundial | Campeonato Mundial |
| Año                | Lugar                    | Medalla            | Prueba             |
| ------------------ | ------------------------ | ------------------ | ------------------ |
| 2017               | Sofía (Bulgaria)         | Medalla de bronce  | Equipo             |
| 2019               | Tokio (Japón)            | Medalla de plata   | Equipo             |
| 2022               | Sofía (Bulgaria)         | Medalla de oro     | Equipo mixto       |
| 2022               | Sofía (Bulgaria)         | Medalla de plata   | Equipo             |
| 2023               | Birmingham (Reino Unido) | Medalla de bronce  | Sincronizado       |
| 2023               | Birmingham (Reino Unido) | Medalla de bronce  | Equipo mixto       |
| Campeonato Europeo |                          |                    |                    |
| Año                | Lugar                    | Medalla            | Prueba             |
| 2022               | Rímini (Italia)          | Medalla de oro     | Sincronizado       |
| 2024               | Guimarães (Portugal)     | Medalla de oro     | Sincronizado       |